# 编钟

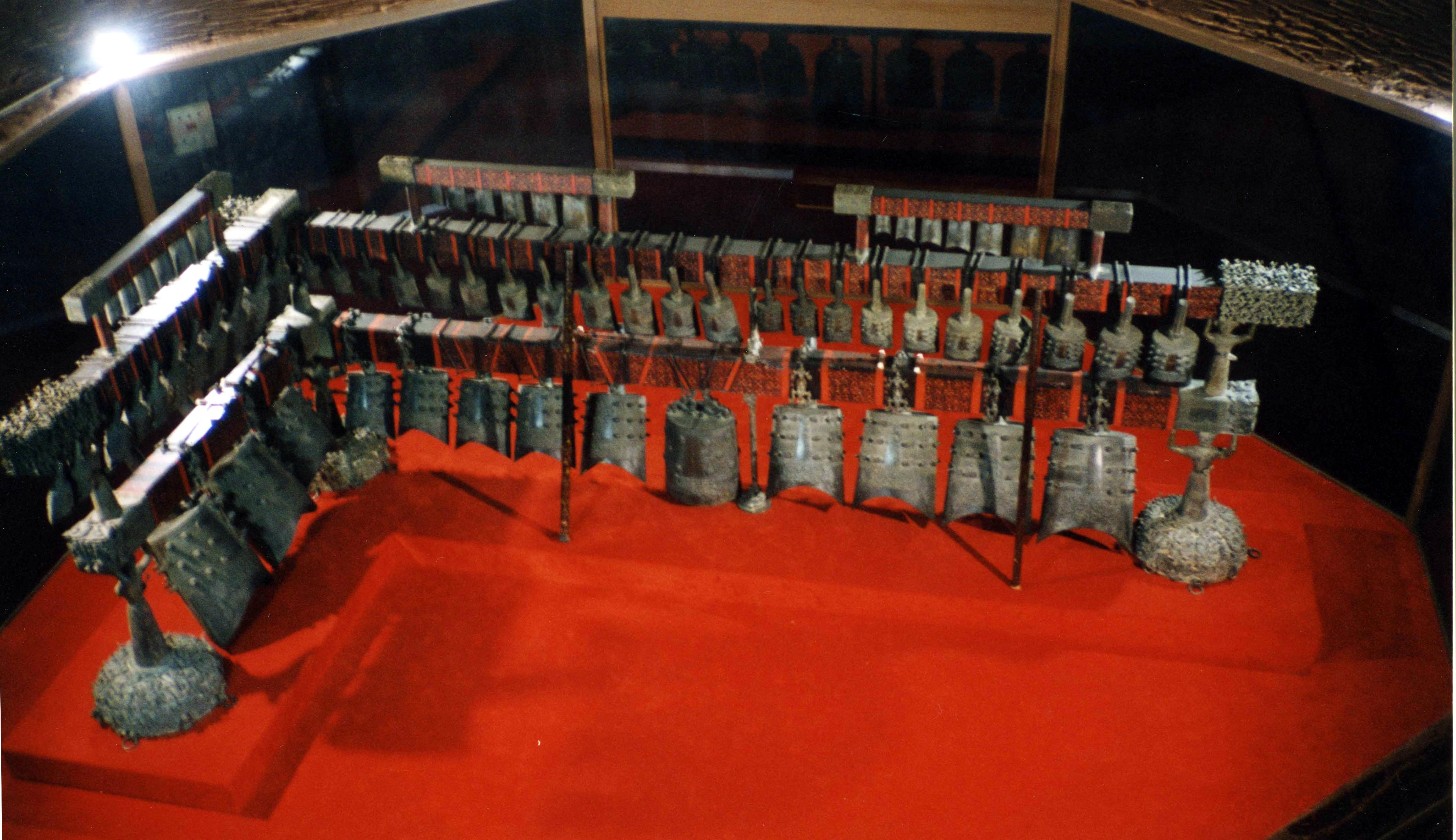
曾侯乙编钟複製品

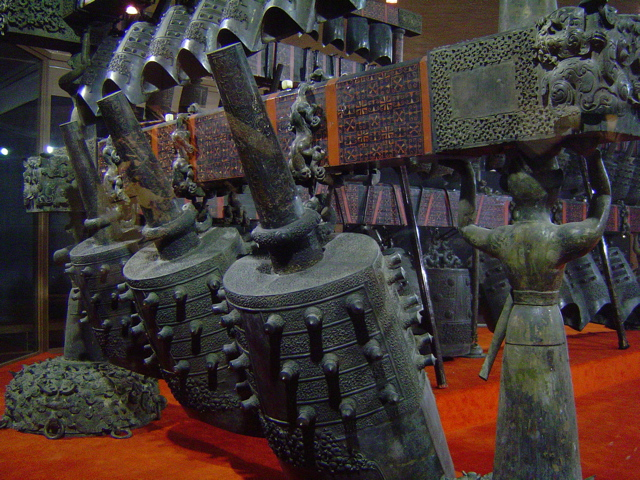
出土於隨州市曾都區的曾侯乙墓編鐘，現收藏於湖北博物館

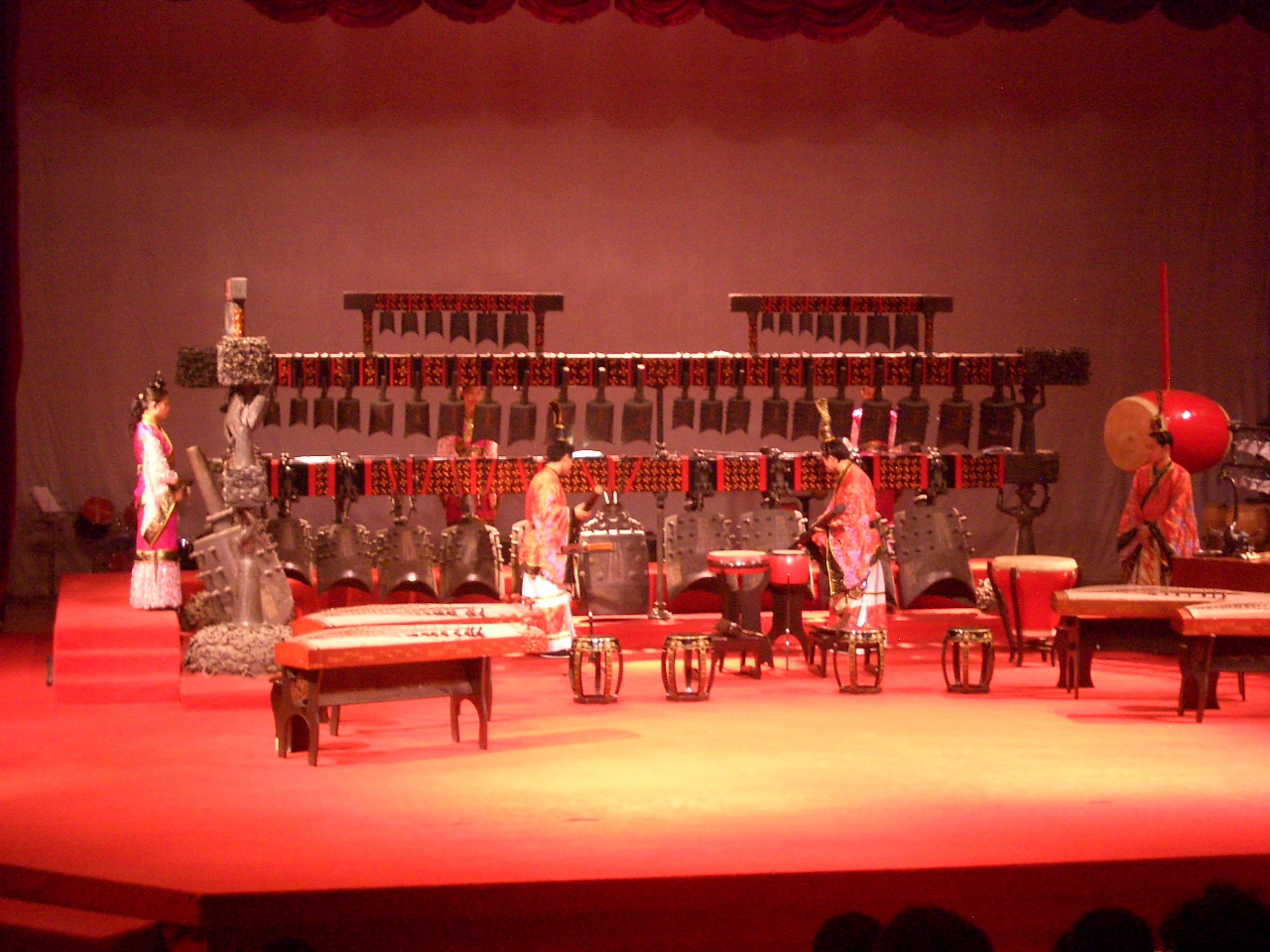
現代重現的中國古典樂器合奏中的编钟

编钟是中国的传统打击乐器，始於青銅器時代。编钟由青铜铸成，由不同的钟依照大小排列，并悬挂在一个巨大的钟架上。编钟常与编磬组合使用；“金石之声”中的“金”就是指编钟，“石”指编磬。

## 种类及结构
编钟的顶端有柄的称为甬鐘，顶端带钮的为钮鐘。《周礼·考工记》载“凫氏为鐘，两栾谓之铣。铣间谓之于，于上谓之鼓，鼓上谓之钲，钲上谓之舞。舞上谓之甬，甬上谓之衡，钟县谓之旋，旋虫谓之幹，鐘带谓之篆，篆间谓之枚，枚谓之景，于上之攠谓之隧。”即其一为扁桶平顶为「舞」，扁桶正、背面中上部的直阔条称为“钲”，其两边突出的乳钉（隆包）称为“枚”或鐘乳，“枚”的上下间隔部分称为“篆”。下部称为“鼓”，弯凹的下口称为“于 ”，尖锐的两侧称为“铣”。
编钟的柄按甬鐘或钮鐘之类而分别称为“甬”或“钮”。其中“甬”的顶端称“衡”，“甬”中段一圈突凸的部分称“旋”，“旋”上用以悬挂鐘钩的孔称“幹”。甬钟的悬挂方式是倾斜的，钮鐘是直悬的。一般认为，直悬的钮鐘晚于斜悬的甬鐘。
臺灣金鐘獎的標誌即以編鐘為設計主題，且獎座上端都放置有立體雕塑的金鐘獎「編鐘套圓圈」標誌。

## 参看
- 曾侯乙编钟